# Ravshan Irmatov
Ravshan Irmatov (ouzbek : Ravshan Ermatov) est un arbitre de football international ouzbek, né le 9 août 1977 à Tachkent.
Irmatov arbitre un match de la Coupe d'Asie des nations de football 2004, quatre matchs de la Coupe du monde de football des moins de 20 ans 2007, deux matchs de la Coupe du monde des clubs 2008 dont la finale ainsi que des matchs amicaux et des rencontres de Ligue des champions de l'AFC. Il est nommé arbitre de l'année par la Confédération asiatique de football 4 fois consécutive en 2008, en 2009, en 2010 et en 2011. Il est sélectionné pour arbitrer les matchs de la Coupe du monde de football de 2010 en Afrique du Sud dont il arbitra le match d'ouverture entre l'Afrique du Sud et le Mexique ainsi que le quart de finale qui opposa l'Allemagne à l'Argentine.
Il arbitre aussi des matchs de la Coupe d'Asie des nations de football 2011, dont la finale Japon contre Australie.

## Biographie et carrière
Il est né le 9 août 1977 à Tachkent, au sein d'une famille de footballeurs. Le père d'Irmatov était également arbitre et officiait lors de compétitions soviétiques. Il est arbitre international à part entière pour la FIFA depuis 2003. Il est considéré comme l'un des arbitres d'élite dans le monde. Il a été sélectionné comme arbitre pour la Coupe du Monde des moins de 20 ans de la FIFA en 2007 au Canada, où il a officié lors du match de phase de groupes entre la Gambie et le Mexique, ainsi que lors du match entre le Chili et le Congo.
Il a été élu Meilleur arbitre d'Asie pendant quatre années consécutives (2008, 2009, 2010, 2011 et 2014), et il a été sélectionné pour officier lors du match final de la Coupe du Monde des clubs de la FIFA en 2008 et 2011.
Irmatov a été sélectionné comme arbitre pour la Coupe du Monde de la FIFA 2010 et a dirigé le match d'ouverture entre l'Afrique du Sud et le Mexique le 11 juin. Irmatov a égalé le record du nombre de matches dirigés lors d'une seule Coupe du Monde de la FIFA lorsqu'il a officié lors de la demi-finale entre les Pays-Bas et l'Uruguay,. Il a également dirigé le match du groupe C de la Coupe du Monde 2010, où l'Angleterre a affronté l'Algérie au Cap - devenant ainsi le plus jeune arbitre à officier lors d'un match d'ouverture de la Coupe du Monde depuis 1934, et le plus jeune arbitre de la Coupe du Monde de la FIFA 2010. Irmatov a également officié lors de la Coupe d'Asie de l'AFC 2011 et a été sélectionné pour arbitrer la finale entre l'Australie et le Japon.
Irmatov a été sélectionné comme arbitre lors de la Coupe des Confédérations de la FIFA 2013. Lors du match du groupe A entre le Brésil et l'Italie le 22 juin, il a sifflé un penalty en faveur de l'Italie et a été vu en train d'indiquer le point de penalty. Une seconde plus tard, alors que le jeu se poursuivait, Giorgio Chiellini a marqué avec un tir bas, et Irmatov a plutôt pointé du doigt vers la ligne médiane pour signaler un but. Irmatov a admis son erreur après le match, déclarant : « Pendant que je sifflais un penalty, du coin de l'œil, j'ai vu le but et j'ai pensé qu'il fallait laisser l'avantage et j'ai accordé le but »,.